# Michel Vanden Abeele
Michel Pierre Henri Joseph baron Vanden Abeele (Etterbeek, 30 april 1942) is een voormalig Europees topfunctionaris.

## Biografie
Vanden Abeele behaalde zijn licentiaat in economische wetenschappen aan de Université libre de Bruxelles waar hij vanaf 1968 ging werken. In 1971 werd hij adviseur bij het kabinet van de Belgische minister Henri Simonet, en volgde Simonet als (adjunct-)kabinetschef toen deze in 1973 vicevoorzitter van de Europese Commissie werd. Daarna volgde een carrière bij de Europese Commissie die hij afsloot als directeur-generaal van Eurostat (2003-2004) en ambassadeur van de Europese Unie bij de OESO en de UNESCO in Parijs (2004-2007).
Hij doceerde tevens aan zijn  ULB, was vicevoorzitter van de Koning Boudewijnstichting, is gedelegeerd bestuurder van de Guttstichting en vicevoorzitter van de vrienden van het Institut Bordet.

### Eerbewijzen
- Vanden Abeele werd benoemd tot doctor honoris causa aan de Université de Provence.
- In 2008 werd hij voorgedragen en op 6 april 2010 verheven in de Belgische erfelijke adel, met de verlening van de persoonlijke titel van baron.

### Privé
Van den Abeele is getrouwd en heeft een zoon en twee kleinzonen.